# 하묘
하묘(何苗, ? ~ 189년)는 중국 후한 말기의 관료로, 자는 숙달(叔達)이다. 본래 성은 주(朱)씨로, 하진의 의붓동생이다.

## 생애
이전에는 계형(의형)인 하진과 함께 남양(南陽)에서 도살업을 하고 있었다고 여겨지나, 이복동생이 영제의 총애를 받고, 황자(皇子)인 유변(劉辯)을 낳아 황후가 되자, 계형과 함께 관료가 되어, 하남윤에 임명되었다. 그 후, 거기장군으로 누진해 제양후로 봉해졌다.
189년, 영제가 붕어해 소제가 즉위하자, 환관의 존폐를 둘러싸고, 정치 싸움이 발생했다. 당시 계형인 하진 등은 환관의 제거를 요구해 동생인 황태후에게 그 뜻을 주상했으나, 하묘는 이복동생인 황태후와 결탁해서 계형과 대립해, 한왕조의 전통이라고 주장하며 환관을 옹호했다.
하묘는 어머니 무양군과 함께 십상시가 바치는 뇌물을 받았는데, 이 때문에 하진이 십상시를 제거하려 하자 누이 하태후에게 간언하여 이를 막게 하였다. 또 하진에게도 십상시를 해치지 말 것을 권하였다.
189년 8월 하진이 십상시에게 암살당하자, 원소와 함께 십상시를 공격하여 그 중 하나인 조충을 죽였다. 그러나 하진의 사병을 거느리던 장수 오광은 평소 십상시를 옹호하던 하묘를 곱게 보지 않았는데, 하진이 죽자 하묘가 하진 암살에 가담한 것으로 여기고 동탁의 동생 동민(董旻)과 함께 하묘를 죽였다.
하묘의 무덤은 상경한 동탁에 의해 파헤처져 시체가 절단당한 후 길에 버려지는 수모를 겪었다.